# UFC 7
UFC 7: The Brawl in Buffalo fue un evento de artes marciales mixtas producido por la Ultimate Fighting Championship (UFC). Tuvo lugar el 8 de septiembre de 1995 desde el Memorial Auditorium en Búfalo, Nueva York.

## Historia
UFC 7 contó con un torneo de ocho hombres, un duelo por el Campeonato Superfight entre el actual campeón de UFC Ken Shamrock y el ganador del torneo de UFC 6 Oleg Taktarov, y tres peleas alternativas.

## Resultados
1. ↑  Shamrock y Taktarov empataron después de 33:00 porque no había jueces. Shamrock retuvo el Campeonato Superfight.

## Desarrollo
|  | Cuartos de final | Cuartos de final | Cuartos de final |            |               | Semifinales   | Semifinales | Semifinales |  |               | Final         | Final | Final |  |
|  |                  |                  |                  |            |               |               |             |             |  |               |               |       |       |  |
|  |                  |                  |                  |            |               |               |             |             |  |               |               |       |       |  |
|  | Paul Varelans    | Paul Varelans    | SUM              |            |               |               |             |             |  |               |               |       |       |  |
|  | Paul Varelans    | Paul Varelans    | SUM              |            |               |               |             |             |  |               |               |       |       |  |
|  | Gerry Harris     | Gerry Harris     | 1:07             |            |               |               |             |             |  |               |               |       |       |  |
|  | Gerry Harris     | Gerry Harris     | 1:07             |            | Paul Varelans | Paul Varelans | SUM         |             |  |               |               |       |       |  |
|  |                  |                  |                  |            | Paul Varelans | Paul Varelans | SUM         |             |  |               |               |       |       |  |
|  |                  |                  | Mark Hall        | Mark Hall  | 1:04          |               |             |             |  |               |               |       |       |  |
|  | Mark Hall        | Mark Hall        | Mark Hall        | Mark Hall  | 1:04          | SUM           |             |             |  |               |               |       |       |  |
|  | Mark Hall        | Mark Hall        |                  |            |               |               |             |             |  |               |               |       |       |  |
|  | Harold Howard    | Harold Howard    | 1:41             |            |               |               |             |             |  |               |               |       |       |  |
|  | Harold Howard    | Harold Howard    | 1:41             |            |               |               |             |             |  | Paul Varelans | Paul Varelans | 13:17 |       |  |
|  |                  |                  |                  |            |               |               |             |             |  | Paul Varelans | Paul Varelans | 13:17 |       |  |
|  |                  |                  | Marco Ruas       | Marco Ruas | TKO           |               |             |             |  |               |               |       |       |  |
|  | Remco Pardoel    | Remco Pardoel    | Marco Ruas       | Marco Ruas | TKO           | SUM           |             |             |  |               |               |       |       |  |
|  | Remco Pardoel    | Remco Pardoel    |                  |            |               |               |             |             |  |               |               |       |       |  |
|  | Ryan Parker      | Ryan Parker      | 3:05             |            |               |               |             |             |  |               |               |       |       |  |
|  | Ryan Parker      | Ryan Parker      | 3:05             |            | Remco Pardoel | Remco Pardoel | 12:27       |             |  |               |               |       |       |  |
|  |                  |                  |                  |            | Remco Pardoel | Remco Pardoel | 12:27       |             |  |               |               |       |       |  |
|  |                  |                  | Marco Ruas       | Marco Ruas | SUM           |               |             |             |  |               |               |       |       |  |
|  | Marco Ruas       | Marco Ruas       | Marco Ruas       | Marco Ruas | SUM           | SUM           |             |             |  |               |               |       |       |  |
|  | Marco Ruas       | Marco Ruas       |                  |            |               |               |             |             |  |               |               |       |       |  |
|  | Larry Cureton    | Larry Cureton    | 3:23             |            |               |               |             |             |  |               |               |       |       |  |
|  | Larry Cureton    | Larry Cureton    | 3:23             |            |               |               |             |             |  |               |               |       |       |  |
|  |                  |                  |                  |            |               |               |             |             |  |               |               |       |       |  |